# Macho Man (canção)
"Macho Man" é uma música disco interpretada pelo grupo americano Village People. Foi lançada em 1978 como segundo single e título do álbum "Macho Man".
A canção entrou na Billboard Hot 100 a 24 de junho de 1978 (no entanto, o álbum já se encontrava nas listas desde março do mesmo ano), antes de ganhar mais destaque nas rádios em agosto. Tornou-se o primeiro sucesso dos Village People nos Estados Unidos, alcançando a 25ª posição na Hot 100 na semana de 2 de setembro.
Um medley com «I Am What I Am» e «Key West» alcançou a quarta posição na Billboard Dance Music/Club Play Singles. Na sondagem da superestação de rádio WLS-AM de Chicago, «Macho Man» ficou duas semanas na terceira posição.

## Presença em "Dancin' Days Internacional" (1978)
A canção foi incluída na trilha sonora internacional da novela "Dancin' Days" de Gilberto Braga, exibida entre 1978 e 1979 pela TV Globo.

LP Dancin' Days Internacional, lançado em 1978 pela Somlivre, por ocasião da exibição da trama de Gilberto Braga, que a canção foi incluída.